# Kitesurf ai III Giochi del Mediterraneo sulla spiaggia
Le gare di kitesurf ai III Giochi del Mediterraneo sulla spiaggia si sono svolti dal 10 al 12 settembre 2023 a Heraklion, in Grecia.

## Podi
| Evento             | Oro           | Argento        | Bronzo        |
| Kitesurf maschile  | Maxime Nocher | Axel Mazella   | Denis Taradin |
| Kitesurf femminile | Poema Newland | Lauriane Nolot | Tiana Laporte |

## Medagliere
| Posiz. | Nazione | Oro | Argento | Bronzo | Totale |
| ------ | ------- | --- | ------- | ------ | ------ |
| 1      | Francia | 2   | 2       | 0      | 4      |
| 2      | Italia  | 0   | 0       | 1      | 1      |
| 2      | Cipro   | 0   | 0       | 1      | 1      |
| Totale | Totale  | 2   | 2       | 2      | 6      |